# Parque nacional Taijiang
El Parque nacional Taijiang (en chino: 台江國家公園) situado en la costa suroeste de la isla de Taiwán, es un parque nacional de la República de China. El parque nacional Taijiang se estableció en 2009.
La mayor parte del parque se encuentra en la ciudad de Tainan. En total, el área prevista del parque se extiende desde la pared del mar meridional de Qingshan a la orilla sur del río Yanshui y es tierra costera mayormente pública. El punto más occidental de Taiwán, el Faro Guosheng, está dentro de los límites del parque que mide 20,7 kilómetros de norte a sur y tiene una superficie de 393,1 kilómetros cuadrados, de las que la tierra representa unos 49,05 km². El área marina cubre una banda que se extiende 20 metros (66 pies) de la orilla y con 54 km (34 millas) de largo del río Yanshui a Isla Dongji, con un área total de 344,05 km².